# Усть-Чузик
Усть-Чу́зик (рос. Усть-Чузик) — присілок у складі Парабельського району Томської області, Росія. Входить до складу Старицинського сільського поселення.

## Населення
Населення — 35 осіб (2010; 79 у 2002).
Національний склад (станом на 2002 рік):
- росіяни — 93 %